# ارلي ديناز
ارلي ديناز (Arley Dinas) (16 مايو 1974 في كولومبيا – )؛ هو لاعب كرة قدم سابق كان يلعب كمدافع. يلعب مع منتخب كولومبيا لكرة القدم منذ عام 1995.

## وصلات خارجية
- ارلي ديناز على موقع الاتحاد الدولي (مؤرشف)  (الإنجليزية)
- ارلي ديناز على موقع رابطة كرة القدم اليابانية للمحترفين (اليابانية)
- ارلي ديناز على موقع قاعدة بيانات كرة القدم.إي يو (الإنجليزية)
- ارلي ديناز على موقع ناشيونال فوتبول تيمز (الإنجليزية)
- ارلي ديناز على موقع Soccerway.com (الإنجليزية)
- ارلي ديناز على موقع عالم كرة القدم.نت (الإنجليزية)
- National Football Teams